# Ignacy Bronisz
Ignacy Bronisz (ur. 1766 w Działyniu, zm. 1812 pod Czaśnikami) – kapitan wojsk polskich Księstwa Warszawskiego, szef batalionu 4 Pułk Piechoty.
Urodził się w Działyniu na Ziemi Dobrzyńskiej. Był synem Wojciecha Bronisza, cześnika żytomierskiego herbu Wieniawa i Magdaleny z Mazowieckich. W latach 1776–1780 uczył się w szkołach podwydziałowych w Toruniu i Płocku. W 1785 wstąpił do regimentu Gwardii Pieszej Litewskiej. W 1787 awansował na stopień chorążego, a w 1793 na porucznika. Brał udział w insurekcji kościuszkowskiej w 1794 i prawdopodobnie w jego okresie otrzymał awans na kapitana.
1 stycznia 1807 wstąpił do formującego się w Płocku 13 pułku piechoty, który następnie przemianowany został na 4 pułk piechoty. W okresie kampanii 1807 przebywał w Lipnie na ziemi dobrzyńskiej gdzie zajmował się werbunkiem rekrutów do pułku. Walczył na wojnie w Hiszpanii w latach 1809–1812. Wyróżnił się w bitwach pod Almonacid i Ocaną, w których dowodził 1 batalionem pułku. Wraz z kpt. Franciszkiem Młokosiewiczem i Eustachym Chełmickim 15 października 1810 był współtwórcą zwycięstwa w bitwie z angielsko-hiszpańskimi desantem pod Fuengirolą w Andaluzji. Za rolę jaką odegrał w tej bitwie otrzymał Legię Honorową (dekret z 18 grudnia 1810). 14 sierpnia 1811 mianowany szefem 1 batalionu 4 pp. Za udział w walkach w Hiszpanii podany do odznaczenia krzyżem kawalerskim Virtuti Militari. Uczestniczył w kampanii rosyjskiej 1812 roku, zginął 29 października 1812 w bitwie z rosyjskim korpusem Wittgensteina pod Czaśnikami w obwodzie witebskim.
W 1801 ożenił się w Kłokocku z Marianną Sumińską córką Adama, podkomorzego dobrzyńskiego. Z małżeństwa tego przyszły na świat dzieci: synowie Franciszek Ksawery Ignacy ur. 1803, Konstanty Euzebiusz Tomasz ur. 1803, Roman Marek Nepomucen ur. 1805, Szymon Napoleon ur. 1806 i córka Józefa Marianna ur. 1813.